# Новотабынск
Новотабынск (баш. Яңы Табын) — упразднённый в 2005 году посёлок Табынского сельсовета Гафурийского района Республики Башкортостан.

## География
Находился в горной лесной местности западного склона Южного Урала.

### Географическое положение
Расстояние до (на 1 января 1969):

- районного центра (Красноусольский): 30 км,
- центра сельсовета (Табынское): 8 км,
- ближайшей ж/д станции (Белое Озеро): 47 км.

## История
В 2005 году в Гафурийском районе упразднили 4 посёлка.
Закон Республики Башкортостан от 20 июля 2005 года № 211-з «О внесении изменений в административно-территориальное устройство Республики Башкортостан в связи с образованием, объединением, упразднением и изменением статуса населённых пунктов, переносом административных центров» гласил:

ст.1

4. Упразднить следующие населенные пункты:

16) в Гафурийском районе:

а) поселок Вольная Жизнь Бельского сельсовета;

б) поселок Красно-Кармальский Утяковского сельсовета;

в) поселок Новотабынск Табынского сельсовета;

г) поселок Срытая Гора Красноусольского сельсовета

## Население
На 1 января 1969 года проживали 115 человек; преимущественно русские.